# Blakea brunnea
Blakea brunnea es una especie de planta de flores perteneciente a la familia  Melastomataceae. Se encuentra en Honduras y Panamá. 

## Distribución y hábitat
En Panamá se encuentra en las altas montañas de Chiriquí, Bocas del Toro y Veraguas donde es común en las selvas nubosas a  1,500 y 2,300 m s. n. m. de altura.

## Descripción
Son arbustos epifíticos que alcanzan un tamaño de hasta 3.5 m de altura, gruesos, frecuentemente invadiendo la copa del árbol hospedero; internodos más altos, yemas vegetativas, pecíolos y pedúnculos florales densamente cubiertos con una mezcla de pelos cónicos gruesos y otros más pequeños ligeramente aplanados. Hojas subcoriáceas, glabras adaxialmente; láminas 11.8-25 × 7-17.7 cm, ovadas a elíptico-ovadas, 5-7-nervias o 5-7-plinervias. Flores erectas, solitarias o geminadas en las axilas de las hojas más distales; pedúnculos 0.9-3 cm; brácteas florales gruesas y coriáceas, cubiertas abaxialmente con pelos gruesos cónicos patentes y una capa inferior de pelos más cortos ligeramente aplanados (ocasionalmente engrosados). Bayas maduras y semillas no vistas. 

## Taxonomía
Blakea brunnea fue descrita por Henry Allan Gleason y publicado en Annals of the Missouri Botanical Garden 28(4): 435–436. 1941.